# ふみおき
ふみおきは、日本の男性声優。

## 出演作品

### テレビアニメ
- 犬夜叉（2001年、イモリ妖怪）
- ナジカ電撃作戦（2001年）
- FF：U 〜ファイナルファンタジー:アンリミテッド〜（2001年、コモディーン1）
- OVERMANキングゲイナー（2002年、ジェイク）
- ラーゼフォン（2002年、ジャン・パトリック・シャプラン、オペレーターA、記者A、公安B、質屋）

### OVA
- ゲートキーパーズ21（2002年、駅員）

### 劇場版アニメ
- ラーゼフォン 多元変奏曲（2002年、公安B）

### ゲーム
- ラーゼフォン 蒼穹幻想曲（2003年、ジャン・パトリック・シャプラン）